# 上海市嘉定区中心医院
嘉定区中心医院是中華人民共和國上海市嘉定区一家二级甲等医院醫院，也是上海第二医科大学教学医院。2005年成为上海交通大学医学院附属仁济医院嘉定分院，2008年成为上海医药高等专科学校附属医院。

## 歷史
中國抗日战争前嘉定县没有公立的医疗机构，只有一个嘉定医疗所。1945年改为乡卫生院。1948年，嘉来纱厂等廠家出資在縣城城区西门外设立普济医院,。1950年普济医院改为嘉定縣人民医院。2000年异地重建。

## 外部連結
- 官方网站